# Türksat 5B
O Türksat 5B é um satélite de comunicação geoestacionário turco construído pela Airbus Defence and Space em parceria com a Turkish Aerospace Industries (TAI). Ele está localizado na posição orbital de 42 graus de longitude leste e é operado pela Türksat. O satélite foi baseado na plataforma Eurostar-3000EOR e sua expectativa de vida útil é de 15 anos.

## História
A Türksat iniciou o projeto em setembro de 2011. A Turkish Aerospace Industries foi a parceira da indústria turca na fabricação do satélite. O contrato de produção final era esperado para 2015, mas foi adiado para outubro de 2017, quando a Airbus Defence and Space foi selecionada. 25% do Türksat 5B foi construído na Turquia, sendo o primeiro satélite de comunicações geoestacionário a ser construído parcialmente naquele país.

## Lançamento
O satélite foi lançado ao espaço em 19 de dezembro de 2021, por meio de um veículo Falcon 9 Block 5 da SpaceX, a partir da Estação da Força Aérea de Cabo Canaveral na Flórida, Estados Unidos. Ele tinha uma massa de lançamento de 4 500 quilogramas.

## Capacidade e cobertura
O Türksat 5B está equipado com transponders de banda Ku e banda Ka para fornecer serviços de telecomunicações à Turquia.